# Kvänum
Kvänum è un'area urbana della Svezia situata nel comune di Vara, contea di Västra Götaland.
La popolazione rilevata nel censimento 2010 era di 1 277 abitanti .